# Museo Automovilístico de Málaga
El Museo del Automóvil y la Moda de Málaga es un museo dedicado a la automoción y a la moda ubicado en el antiguo edificio de la Real Fábrica de Tabacos de la ciudad española de Málaga. La idea de su creación surgió en 2007 y es considerado como un lugar dedicado al arte, a la cultura y al entretenimiento. El museo cuenta con 6000 metros cuadrados con una colección de vehículos y de moda. Además, tiene una presencia de ámbito nacional e internacional.

## Historia
El Museo del Automóvil y la Moda de Málaga se comenzó a construir en 2008 y no fue inaugurado hasta el dieciséis de septiembre de 2010. Además, fue realizado por la arquitecta Carolina Serrano dentro de los trabajos de rehabilitación de la antigua fábrica de tabacos. La exposición fue construida en el barrio de Huelin, cuando las primeras familias más ricas de la provincia decidieron realizar sus fábricas y talleres en la zona. Por tanto, este lugar fue dedicado a la industria y en sus alrededores residían familias trabajadoras.

## Colección
El museo cuenta con una colección enfocada al automóvil dividida en salas clasificadas por temáticas. En ellas se muestra cómo ha ido evolucionando físicamente el vehículo a lo largo de la historia. Por otro lado, la parte enfocada a la moda posee más de 300 sombreros procedentes de los años 20-50 elaborados por diseñadores como Balenciaga, Chanel o Dior. Además, el exterior del museo está adornado con esculturas elaboradas con diferentes piezas de coches.

### Colección de vehículos
La exposición dedicada al automóvil está formada por 120 vehículos, de los cuales se exhiben 90. Parte del año 1898 y constituye las distintas etapas de la historia de dicho producto, con una representativa variedad de modelos de las grandes marcas: Hispano Suiza, Bugatti, Delage, Packard, Auburn, Rolls Royce, Bentley, Jaguar, Mercedes, Ferrari, Lancia, etc.
En concreto, el Museo del Automóvil y la Moda de Málaga posee los siguientes 13 salones dedicados al sector automovilístico: Belle Époque, Años 20, Coches Populares, Años 30, The Fashion Corner, Coches de Diseño, Coches de Sueño, Tradición Inglesa, Energîas Alternativas, Sala de Motores, Años 50, Tuning y The Sublime Collection.
| Modelo                    | Carrocería | Configuración    | Marca                      | País    | Año  |
| ------------------------- | ---------- | ---------------- | -------------------------- | ------- | ---- |
| Winner                    | Carruaje   | 2 cilindros      | Elgin Automobile Company   | USA     | 1898 |
| Dion-Bouton               |            |                  | De Dion-Bouton             | Francia | 1903 |
| Minervette                |            |                  | Minerva Motors             | Bélgica | 1904 |
| Jackson                   |            |                  | Jackson Automobile Company | USA     | 1906 |
| Richmond                  | Picnic     | 4 cilindros 22HP | Wayne Corporation          | USA     | 1908 |
| Delage                    |            |                  |                            | Francia | 1910 |
| Charron                   |            |                  |                            | Francia | 1910 |
| Renault AX                |            | 4 cilindros 16HP |                            | Francia | 1911 |
| Hupmobile                 |            |                  |                            | USA     | 1912 |
| Barron Acroyd             |            |                  |                            | U.K     | 1912 |
| Buick                     |            |                  |                            | USA     | 1916 |
| American LaFrance Simplex |            |                  | American LaFrance Company  |         | 1918 |

### Colección de moda
La exposición de moda alberga una sección de moda vintage con sombreros, sombrereras y maletas de la época. Además, el museo ha llegado a exponer de forma temporal recopilaciones como la de `Visionarios´, elaborada por artistas avanzados a su época y que combina los estilos de 80 años atrás con el del momento de la colección. Todo ello, con la finalidad de romper las normas establecidas. También, otras de las colecciones acogidas por el museo son las de Yves Saint Laurent y "Sugar baby", formadas por artículos de alta costura.
| Otras colecciones          | Tipo           | Descripción                                                                            |
| -------------------------- | -------------- | -------------------------------------------------------------------------------------- |
| "The Show Must Go On"      | Moda           | Artículos vintage de marcas como Chanel, Dior, Givenchy, Balmain o Prada, entre otras. |
| "The Billionaire Club"     | Lujo           | Artículos de riqueza como son botes de perfumes o joyas.                               |
| "Too much is never enough" | Diseño         | Diferentes tipos de artes unidos (Art Deco, Arte Marginal, Exótico, Naíf...)           |
| "Flamenco"                 | Arte universal | Espacio de intercambio cultural (desde el siglo XX).                                   |

## Galería

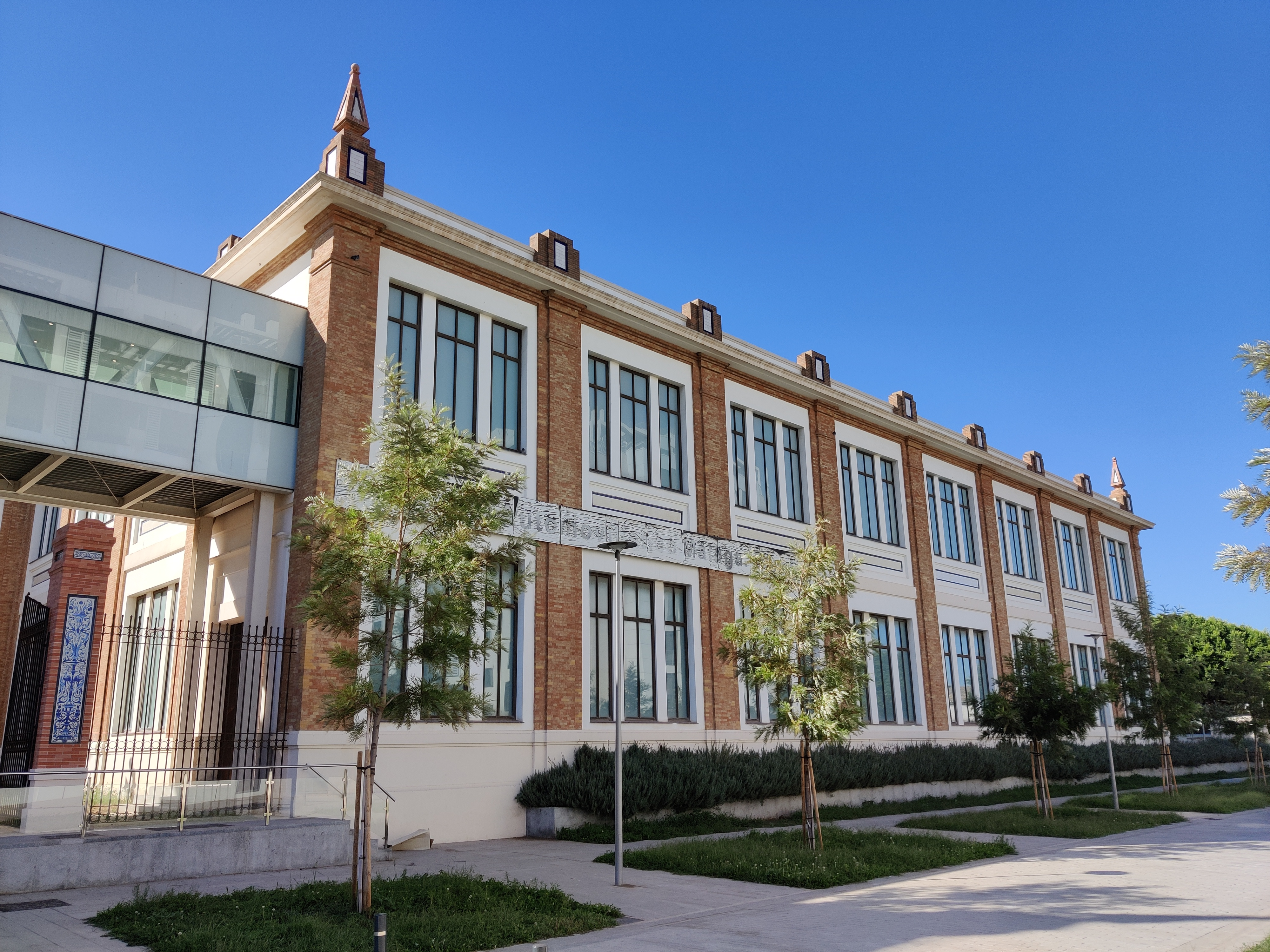
Parte exterior y edificio del museo
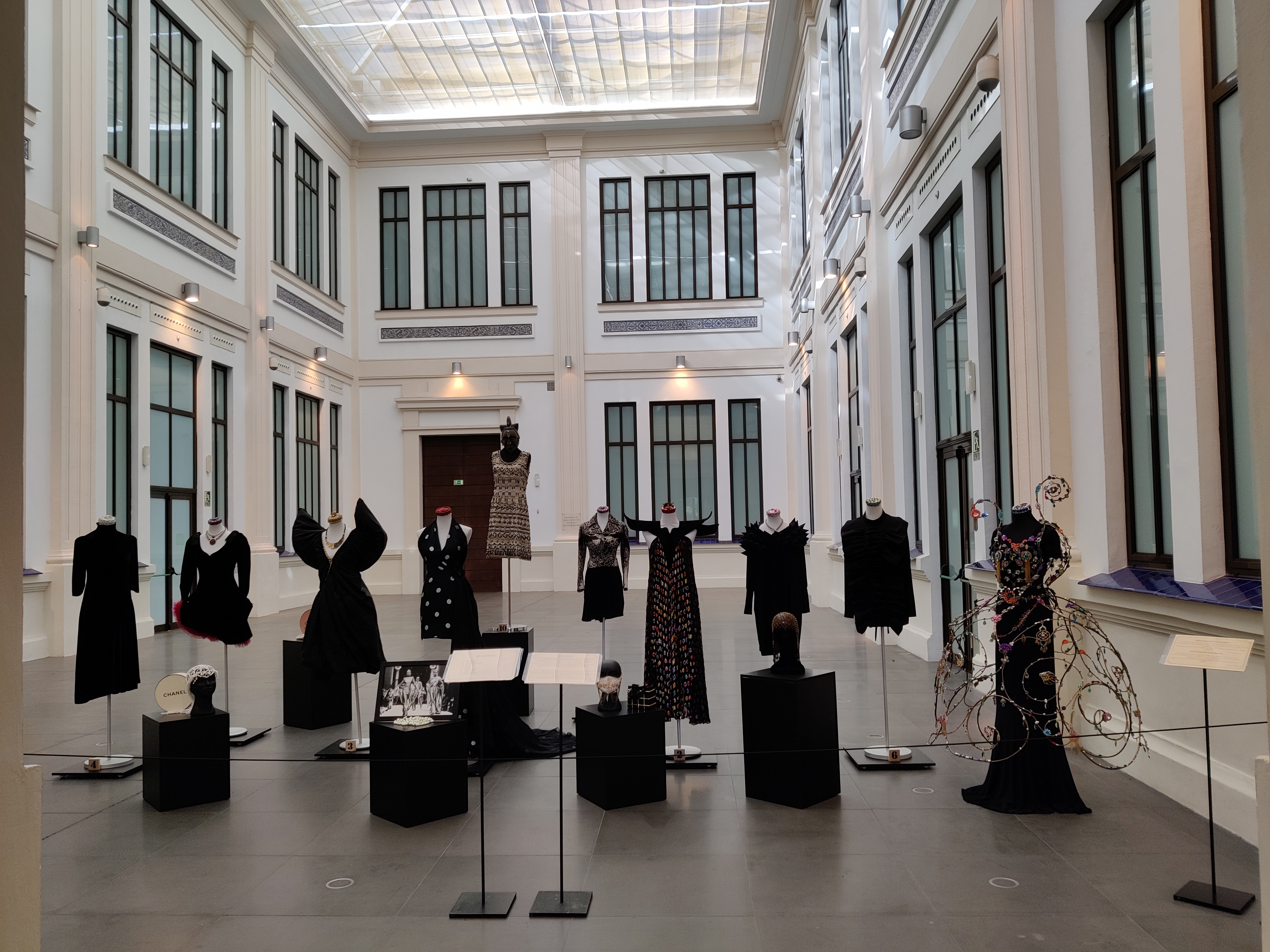
Exposición temporal de moda del museo
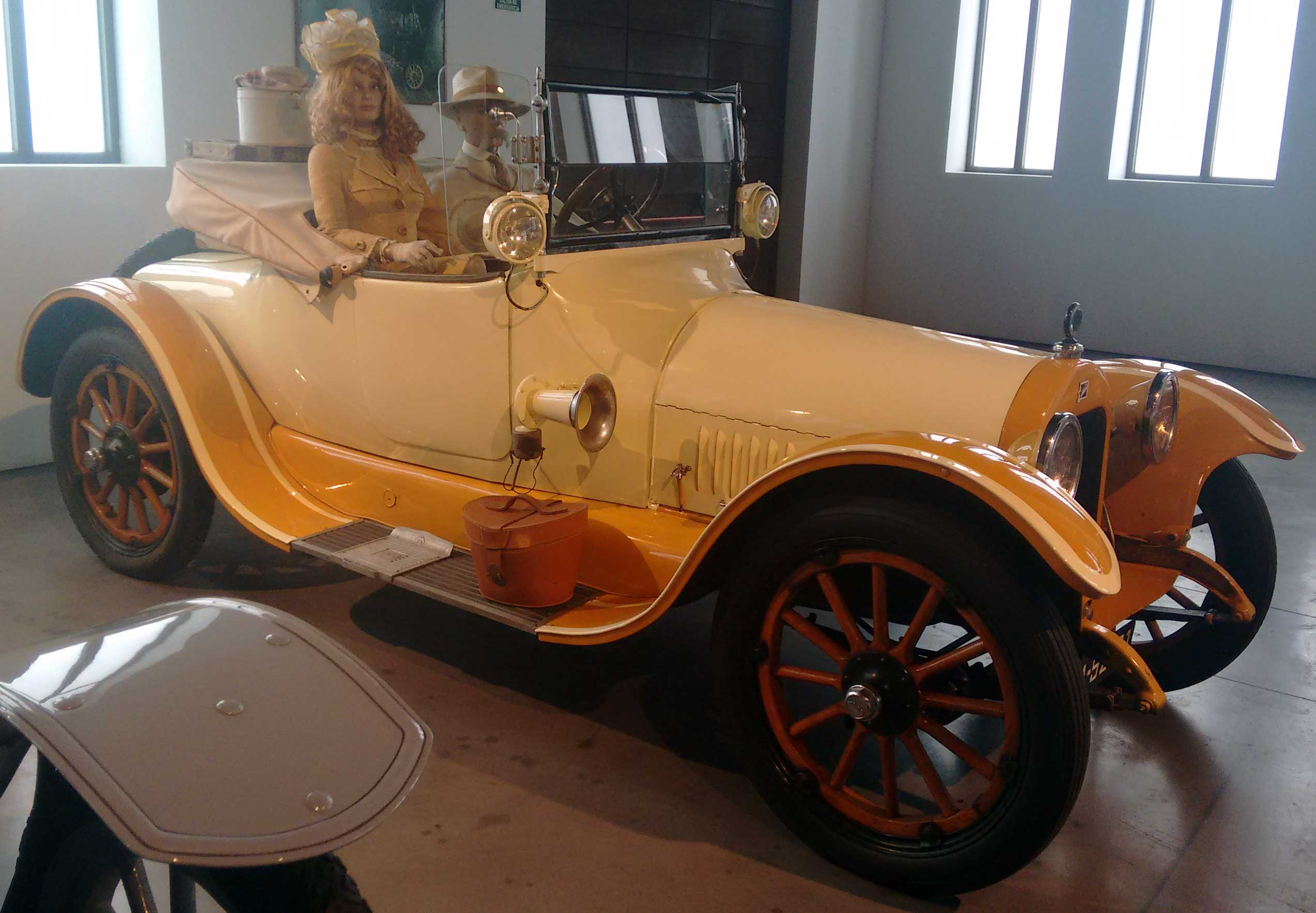
Buick de 1916 de la colección de vehículos del museo
Maletas de la colección de moda del museoMaletas de la colección de moda del museo
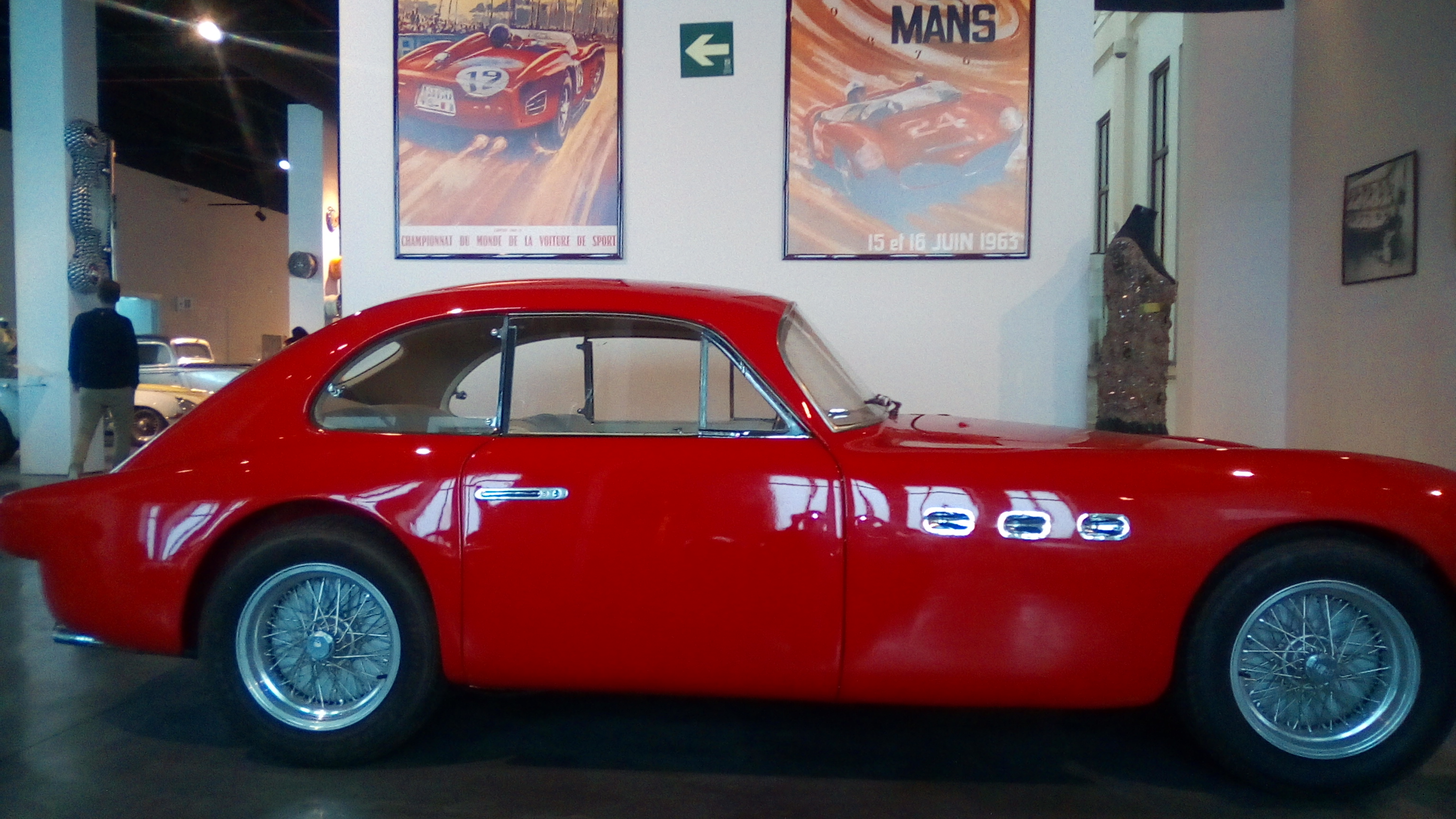
Maserati A6 perteneciente a la colección de vehículos